# Heladería Coromoto
La Heladería Coromoto es un negocio dedicado a la venta de helados de sabores sumamente extravagantes. Está ubicada en la ciudad de Mérida, estado Mérida, Venezuela. Ofrece permanentemente entre 70 y 80 sabores de los aproximadamente 905 tipos diferentes que posee, lo que le ha llevado a obtener, por dos veces consecutivas, el récord Guinness por ser la heladería con más sabores en el mundo.

## Historia
La Heladería Coromoto fue fundada en 1981 por Manuel da Silva Oliveira, un inmigrante de Portugal. Antes de eso, Oliveira se desempeñó como trabajador de una gran empresa de helados. La heladería comenzó con cuatro sabores comunes, vainilla, fresa, chocolate y coco; sin embargo, buscando tener sabores novedosos combina aguacate siendo un éxito, luego de esto continua experimentando otros sabores; verduras, pescados y mariscos como el caso del chipi chipi siendo el sabor 593 y entrando en el Libro Guiness. De esta manera, la Heladería Coromoto adquiriría dos veces el récord Guinness en 1991 y en 1996, tras lo cual se convirtió en uno de los principales centros turísticos de la ciudad de Mérida.
En 2006 la tienda abrió su primera franquicia "Coromoto" en Portimão, Portugal, dirigida por su hijo mayor también llamado Manuel Da Silva Oliveira.
En 2017 esta heladería cerró durante un tiempo debido a la situación de escasez de insumos en Venezuela.
El 31 de julio de 2018 falleció su fundador Manuel da Silva Oliveira de causas naturales a los 88 años de edad. Tras esto, se le entregaría como reconocimiento post mortem la Orden Mariano Picón Salas en su primera clase.
Actualmente la heladería nuevamente reabrió sus puertas muy a pesar de la situación del país caribeño, esta vez de la mano de la hija de Manuel Da Silva, Isbelis Da Silva, quien cuenta que actualmente reinician sus operaciones con una variedad diaria de entre 26 y 27 sabores de helado. Así lo dio a conocer por medio de una entrevista realizada por el canal de televisión regional ULA TV.

## Galería

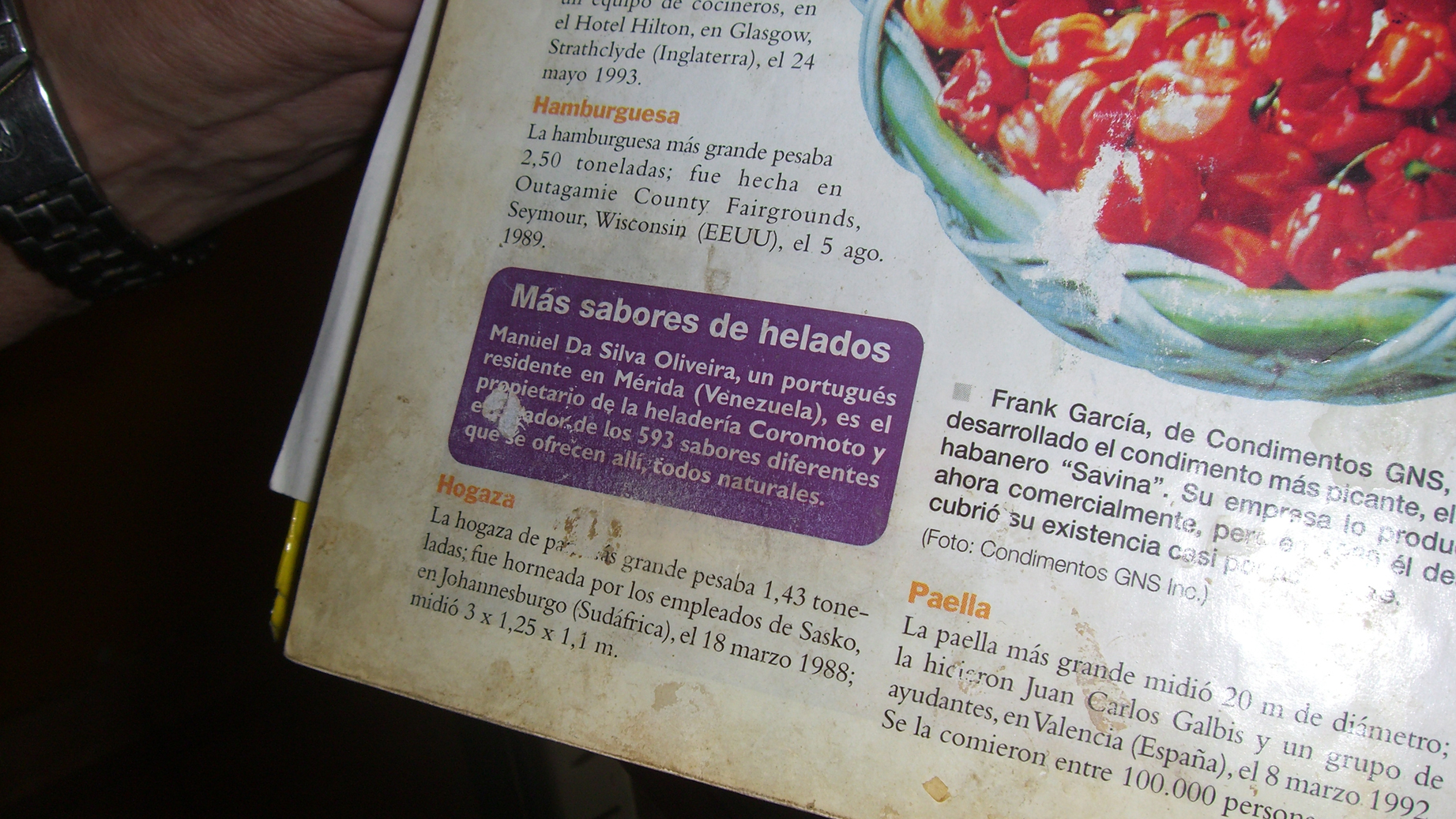
Libro Record Guinness
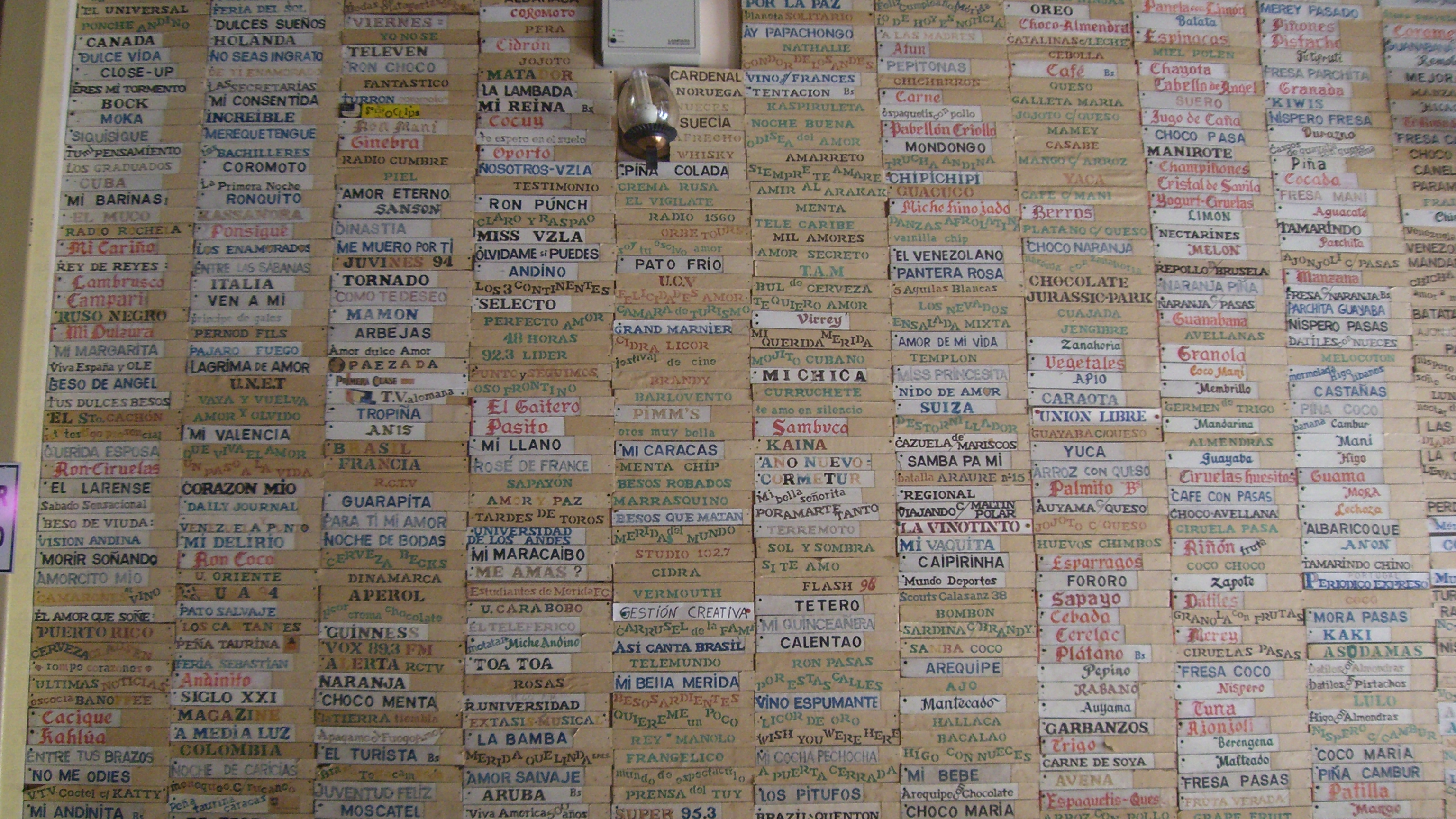
Lista de algunos sabores
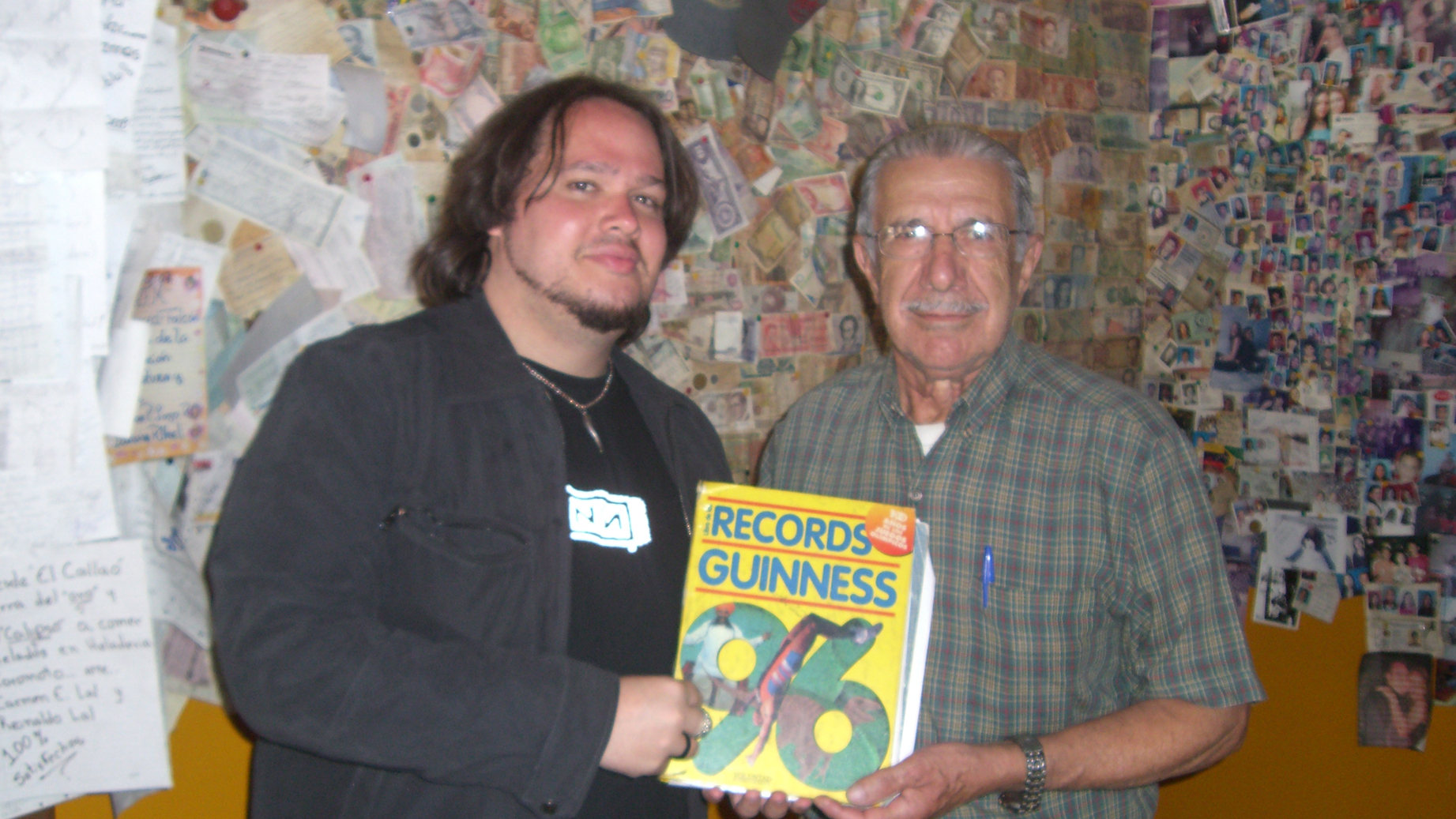
Manuel da Silva Oliveria (derecha), fundador de la Heladería Coromoto con el Libro Guinness en 1996
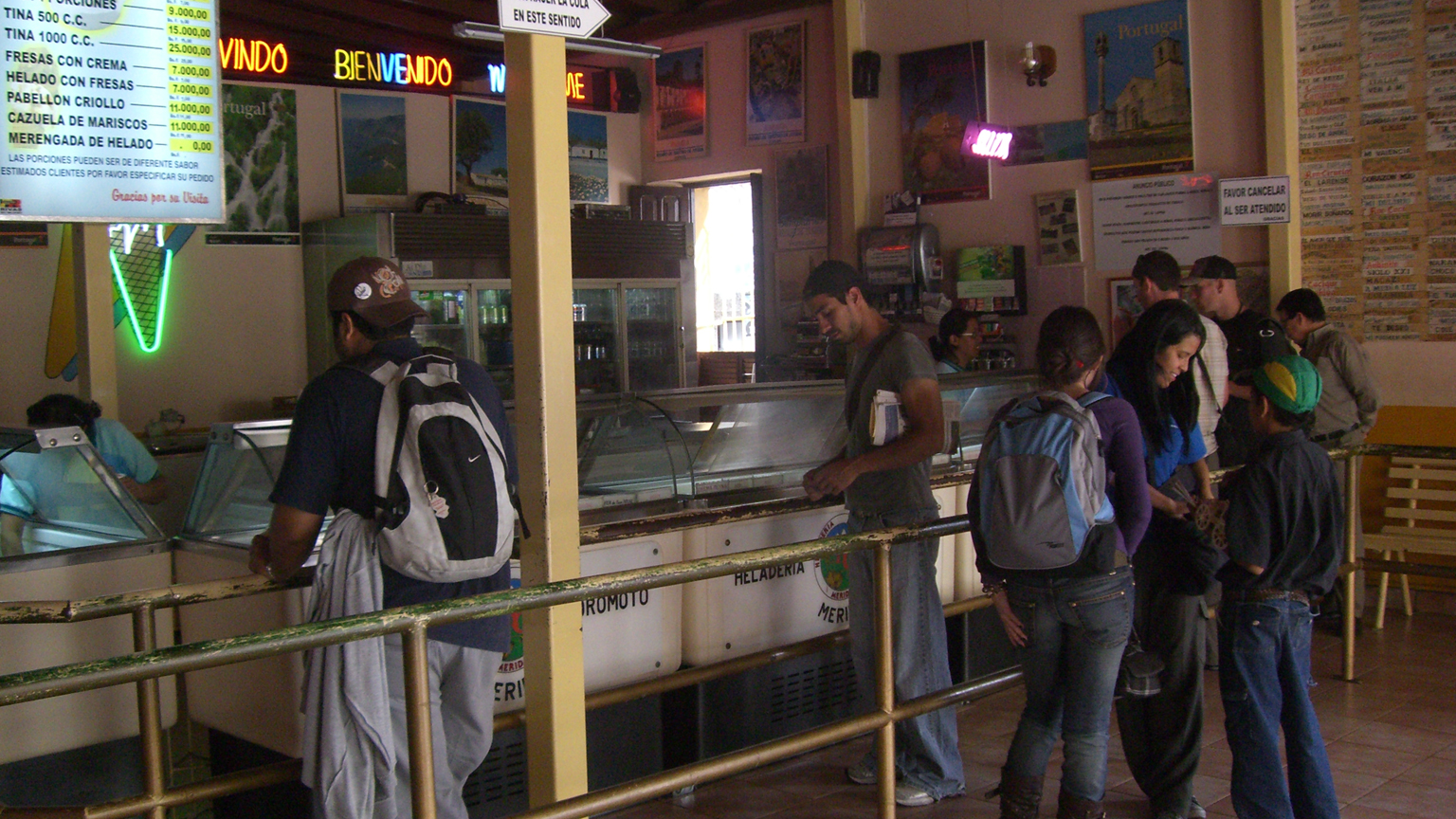
Dentro de la heladería
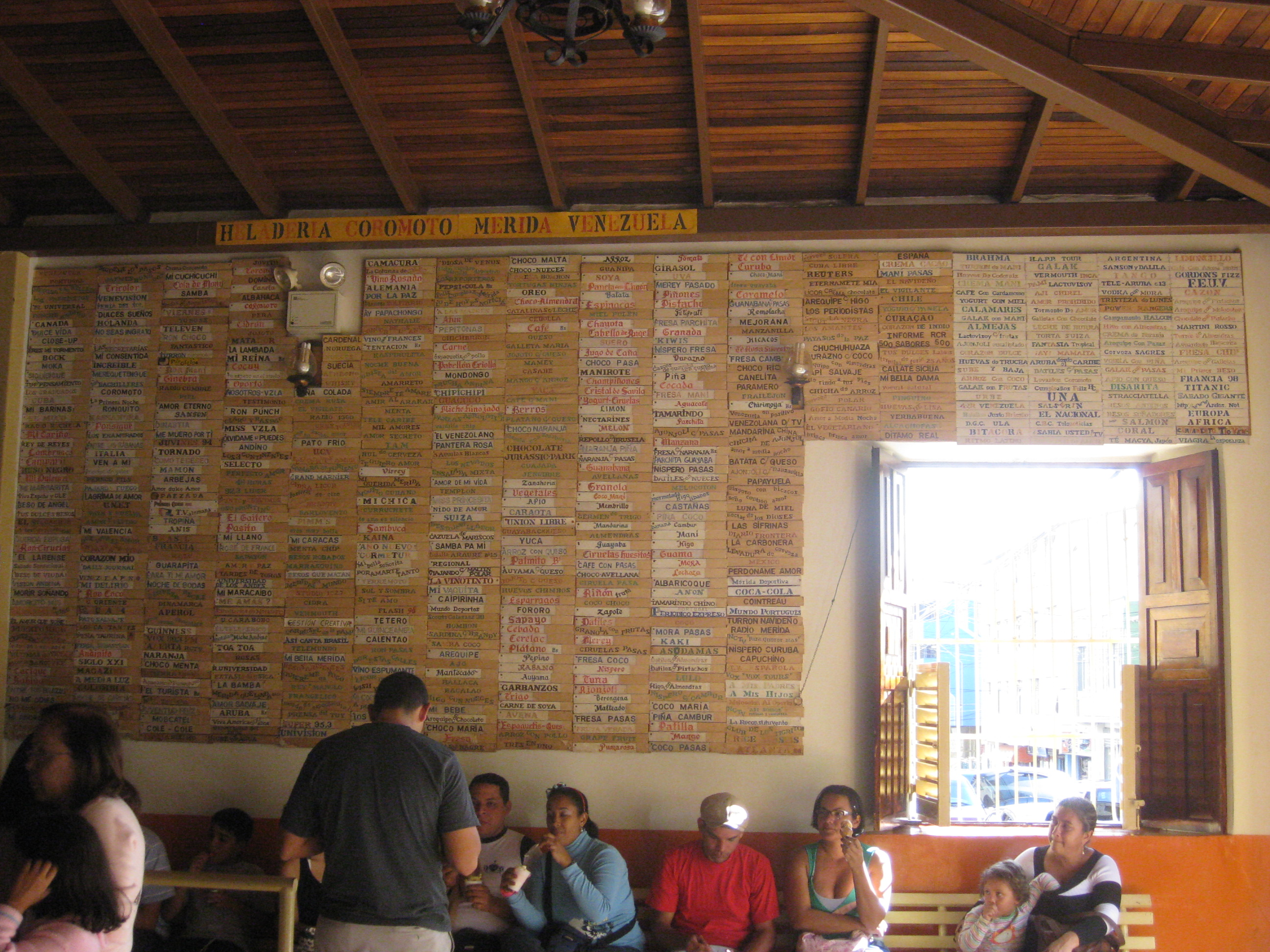
Pared con lista de helados
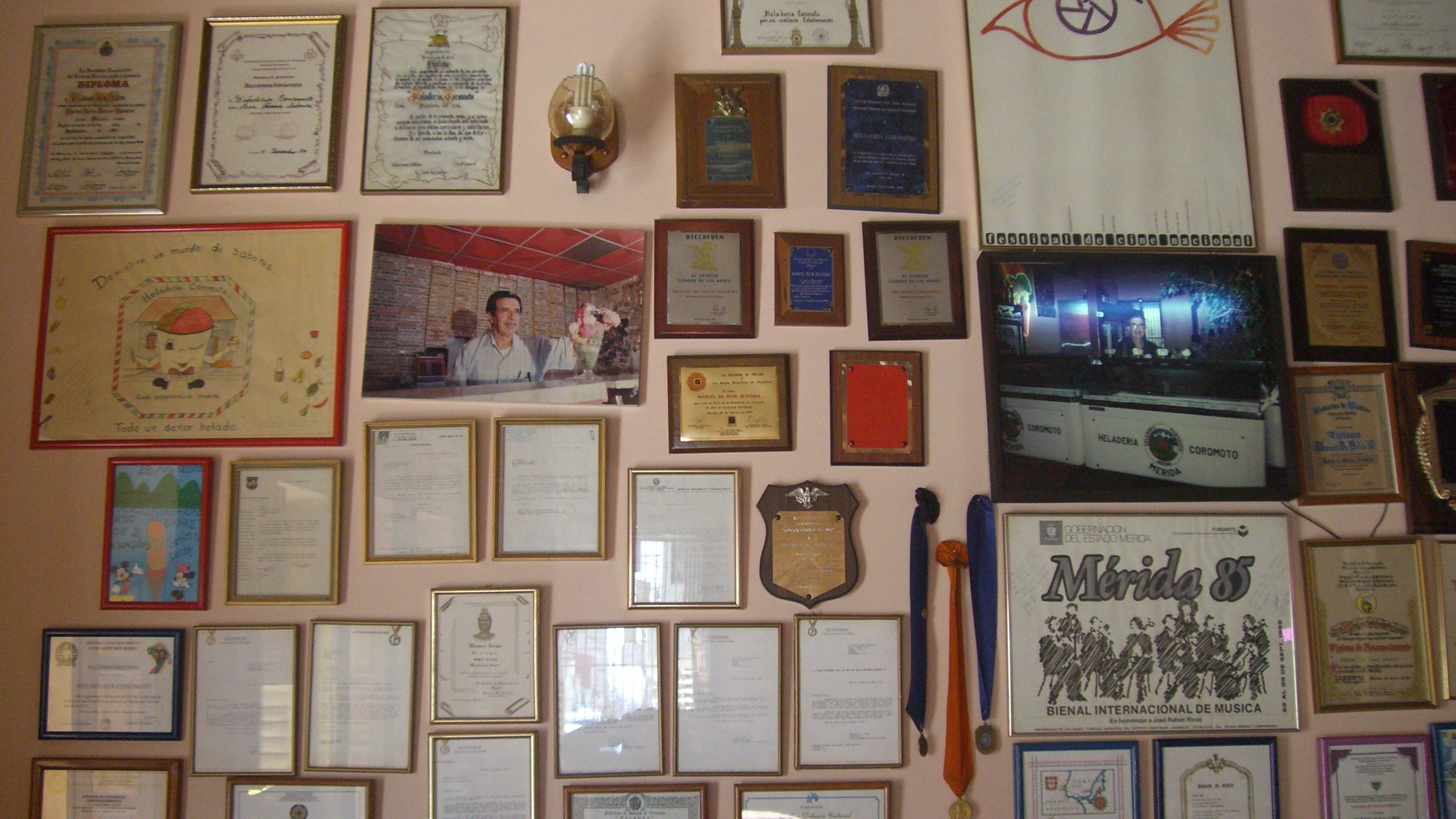
Muro de premios